# Países Bajos en los Juegos Olímpicos de Los Ángeles 1984
Los Países Bajos estuvieron representados en los Juegos Olímpicos de Los Ángeles 1984 por un total de 136 deportistas que compitieron en 15 deportes.  
El portador de la bandera en la ceremonia de apertura fue el jugador de waterpolo Ton Buunk.

## Medallistas
El equipo olímpico neerlandés obtuvo las siguientes medallas:
| Nombre | Deporte             | Competición              |
| --- | ------------------- | ------------------------ |
| Oro |                     |                          |
| Ria Stalman | Atletismo           | Disco F                  |
| Equipo | Hockey sobre hierba | Torneo F                 |
| Jolanda de Rover | Natación            | 200 m espalda F          |
| Petra van Staveren | Natación            | 100 m braza F            |
| Stephan van den Berg | Vela                | Windglider M             |
| Plata |                     |                          |
| Cornelia van Bentum Dirkje Reijers Annemarie Verstappen Elles Voskes | Natación            | 4 × 100 m libre F        |
| Greet Hellemans Nicolette Hellemans | Remo                | Doble scull (W2x) F      |
| Bronce |                     |                          |
| Arnold Vanderlyde | Boxeo               | Pesado (91 kg) M         |
| Annemarie Verstappen | Natación            | 100 m libre F            |
| Annemarie Verstappen | Natación            | 200 m libre F            |
| Jolanda de Rover | Natación            | 100 m espalda F          |
| Annemiek Derckx | Piragüismo          | K1 500 m F               |
| Marieke van Drogenbroek Lynda Cornet Harriet van Ettekoven Greet Hellemans Nicolette Hellemans Catharina Neelissen Anne-Marie Quist Willemien Vaandrager Martha Laurijsen (t) | Remo                | Ocho con timonel (W8+) F |